# Биліна Олександр Іванович
Олександр Іванович Биліна (біл. Аляксандр Іванавіч Быліна; нар. 26 березня 1981, Мінськ, Білоруська РСР) — білоруський футболіст, захисник клубу Другої ліги Білорусі «Брестжитлобуд» (Берестя).

## Кар'єра гравця
Розпочинав кар'єру в мінських клубах, потім грав за «Шахтар» та «Граніт». З 2010 року виступав за бобруйску «Білшину». 2011 року закріпився в основному складі бобруйского клубу.
У січні 2013 року перейшов до «Дніпра», де став гравцем основи. Виступав на позиції крайнього (лівого або правого) захисника. Липень 2013 року пропустив через травму, пізніше повернувся до основного складу.
У січні 2014 року підписав контракт зі «Слуцьком», де був основним лівим захисником. У грудні 2014 року угоду з клубом було розірвано.
З початку 2015 року тренувався із клубом «Зірка-БДУ». У квітні підписав контракт із цим клубом. Був гравцем осовного складу.
У січні 2016 року повернувся до «Слуцька», де знову почав виступати на позиції лівого захисника. Сезон 2017 року розпочинав в основі, проте згодом втратив місце у складі. Після закінчення сезону у листопаді 2017 року розірвав контракт із клубом.
На початку 2018 року тренувався з «Крумкачами», а в березні — з клубом «Ошмяни-БДУФК». Однак після того як команді не вдалося отримати ліцензію на виступи у Вищій лізі, а вдалося заявитися лише до Другої ліги, Олександр підписав контракт із столичною командою. За підсумками сезону 2018 року допоміг «Воронам» вийти до Першої ліги. У січні 2019 року продовжив контракт із клубом, який змінив офіційну назву на НФК. На початку сезону 2019 року практично не з'являвся на полі, з липня став частіше виходити в основі. У січні 2020 року залишив НФК.
На початку 2021 року як аматор перейшов до «Брестжитлобуду» з Другої ліги.

## Кар'єра футбольного функціонера
У лютому 2020 року стало відомо, що Биліну призначено селекціонером мінського «Динамо». З квітня 2021 року призначений головою селекційного відділу у футбольному клубі «Рух» (Берестя).

## Статистика виступів
| Сезон    | Дивізіон | Клуб           | Країна   | Матчі | Голи |
| -------- | -------- | -------------- | -------- | ----- | ---- |
| 1999     | Д3       | АФВіС-РШВСМ    | Білорусь | 22    | 3    |
| 2000     | Д2       | «Зірка-ВА-БДУ» | Білорусь | 20    | 1    |
| 2001     | Д2       | «Зірка-ВА-БДУ» | Білорусь | 25    | 1    |
| 2002     | Д1       | «Зірка-ВА-БДУ» | Білорусь | 26    | 2    |
| 2003     | Д1       | «Торпедо-СКА»  | Білорусь | 29    | 1    |
| 2004     | Д1       | «Торпедо-СКА»  | Білорусь | 24    | 1    |
| 2005     | Д1       | МТЗ-РІПО       | Білорусь | 26    | 1    |
| 2006     | Д1       | МТЗ-РІПО       | Білорусь | 17    | 0    |
| 2007 (1) | Д1       | МТЗ-РІПО       | Білорусь | 4     | 0    |
| 2007 (2) | Д1       | «Шахтар»       | Білорусь | 12    | 0    |
| 2008     | Д1       | «Шахтар»       | Білорусь | 17    | 1    |
| 2009     | Д1       | «Граніт»       | Білорусь | 24    | 2    |
| 2010     | Д1       | «Білшина»      | Білорусь | 15    | 0    |
| 2011     | Д1       | «Білшина»      | Білорусь | 27    | 0    |
| 2012     | Д1       | «Білшина»      | Білорусь | 24    | 0    |
| 2013     | Д1       | «Дніпро»       | Білорусь | 22    | 0    |
| 2014     | Д1       | «Слуцьк»       | Білорусь | 27    | 0    |
| 2015     | Д2       | «Зірка-БДУ»    | Білорусь | 27    | 0    |
| 2016     | Д1       | «Слуцьк»       | Білорусь | 18    | 1    |
| 2017     | Д1       | «Слуцьк»       | Білорусь | 8     | 0    |
| 2018     | Д3       | НФК «Крумкачи» | Білорусь | 25    | 2    |
| 2019     | Д2       | НФК            | Білорусь | 12    | 0    |

## Досягнення
- Кубок Білорусі
  -  Володар (1): 2004/05
- Білоруська футбольна вища ліга
  -  Бронзовий призер (2): 2005, 2007